# Önnestads församling
Önnestads församling var en församling i Lunds stift och i Kristianstads kommun. Församlingen uppgick 2003 i Araslövs församling.

## Administrativ historik
Församlingen har medeltida ursprung. 
Församlingen var möjligen tidigt i pastorat med Träne församling för att därefter till 1962 utgöra ett eget pastorat. Från 1962 annexförsamling i pastoratet Färlöv, Norra Strö och Önnestad. Församlingen uppgick 2003 i Araslövs församling.

## Organister och klockare
| Verksam   | Namn             | Levnadstid | Övrigt    |
| --------- | ---------------- | ---------- | --------- |
| 1700–1712 | Per Nilsson      |            | Klockare. |
| 1730–1767 | Elias Aqvilonius | 1690–1767  | Klockare. |
| 1770–1790 | Aqvilon          |            | Klockare. |
| 1796–1803 | Sven Ahlgren     | 1769–      | Klockare. |

## Kyrkor
- Önnestads kyrka